# La Trimouille
La Trimouille  ist eine französische Gemeinde mit 863 Einwohnern (Stand 1. Januar 2022) im Département Vienne in der Region Nouvelle-Aquitaine; sie gehört zum Arrondissement Montmorillon und zum Kanton Montmorillon.

## Wappen
Beschreibung: In Silber ein erniedrigter blauer Sparren von drei blauen Alérion begleitet.
Das Wappen ist angelehnt (jedoch in anderen Farben) an dasjenige des Fürstenhauses La Trémoille, das seinen ursprünglichen Stammsitz hier hatte.

## Bevölkerungsentwicklung
| Jahr      | 1962 | 1968 | 1975 | 1982 | 1990 | 1999 | 2007 |
| Einwohner | 1255 | 1275 | 1257 | 1243 | 1130 | 1023 | 966  |

## Persönlichkeiten
- Robert Buchet (1922–1974), Autorennfahrer